# Франкфурт-на-Одері
Фра́нкфурт, також відомий як Франкфурт-на-Одрі або Франкоброд-над-Одрою (нім. Frankfurt, Frankfurt an der Oder, Німецька: [ˈfʁaŋkfʊɐ̯t ʔan dɐ ˈʔoːdɐ]; в.-луж. Frankobrod nad Wódru, н.-луж. Frankobrod nad Odru) — місто на сході Німеччини, міський округ в федеральній землі Бранденбург, порт на річці Одрі.
Населення 58537 осіб (2012).

## Географія
Франкфурт розташований на західному (лівому) березі Одри, яка відокремлює місто від Польщі. Місто розташоване серед річкових долин, лісів та озер. Місто розташоване на висоті 27 м над рівнем моря. Найвища точка — Гіршберге (Hirschberge), 135 м над рівнем моря.

### Рівень води на Одрі
Найнижчий рівень води був зафіксований 8 серпня 1950 року і становив 86 см, з початку вимірювання рівня води (07.10.1910) найвищий рівень був встановлений у 1997 році з поміткою 657 см. До того часу найвищою відміткою рівня води на Одері були 635 см від 7 листопада 1930 року.

## Геологія
Франкфурт лежить в області основної морени Варшавсько-Берлінського льодовикового стоку.

## Історія
Заснований у XIII ст. У 1430 приєднався до Ганзейського союзу, але не надовго. В XIX ст. відіграв велику роль у торгівлі Пруссії завдяки своєму серединному розташуванню між Познанню і Берліном. Місто сильно постраждало під час Другої світової війни. Відбудоване наново. Польська частина міста (на іншому березі Одри) називається Слубиці.

## Основні історичні та архітектурні пам'ятники

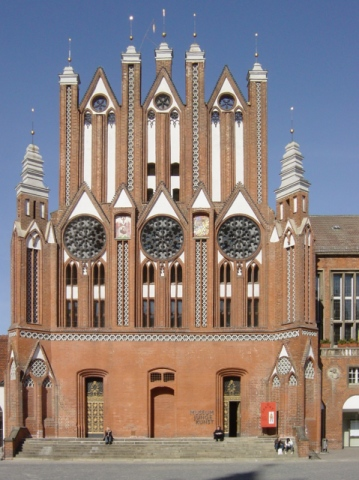
Міська ратуша

- Готична церква Богоматері (нім. Marienkirche)
- Церква францисканського монастиря (нім. Nikolaikirche)
- бароковий будинок Генріха фон Клейста (нім. Kleist Gedenk und Forschungstaette) (1777).

## Економіка
Машинобудування, текстильна, деревообробна, харчова промисловість.

## Уродженці
- Ернст Венцель (1891—1945) — німецький медик, керівний співробітник санітарної служби СС.
- Теодор Буссе (1897—1986) — німецький воєначальник часів Третього Рейху, генерал від інфантерії (1944) Вермахту.
- Рудольф Брандт (1909—1948) — німецький військовий діяч періоду Третього рейху.
- Андрій Таран (нар. 4 березня 1955) — український військовий та державний діяч, генерал-лейтенант, 16-й Міністр оборони України, з 4 травня 2022 року — Надзвичайний і Повноважний Посол України в Республіці Словенія.